# František I. Neapolsko-Sicilský
František I. Neapolsko-Sicilský (19. srpna 1777, Neapol – 8. listopadu 1830, Neapol; Francesco Gennaro Giuseppe), byl v letech 1825 až 1830 druhým králem Obojí Sicílie.

## Manželství a potomci
V roce 1797 se v Neapoli František oženil se svojí sestřenicí Marií Klementinou Habsbursko-Lotrinskou. Manželé byli blízcí příbuzní a navíc měli společné prarodiče od obou rodičů. Roku 1801, po čtyřech letech šťastného manželství, zemřela Marie Klementýna, oslabená dvěma porody, na plicní chorobu (1777–1801), pár měl dva potomky:
- Marie Karolína Ferdinanda (5. listopadu 1798 – 17. dubna 1870)
⚭ 1816 Karel Ferdinand d'Artois (24. ledna 1778 – 14. února 1820), vévoda z Berry
⚭ 1831 Ettore Carlo Lucchesi-Palli (2. srpna 1806 – 1. dubna 1864), 8. vévoda della Grazia

- Ferdinand (27. srpna 1800 – 1. července 1801), vévoda z Nota

Roku se jeho druhou manželkou stala jeho další sestřenice Marie Isabela Španělská (1789–1848), pár měl společně dvanáct potomků:
- Luisa Šarlota (24. října 1804 – 29. ledna 1844), ⚭ 1819 František de Paula Španělský (10. března 1794 – 13. srpna 1865), španělský infant
- Marie Kristýna (27. dubna 1806 – 22. srpna 1878),
⚭ 1829 Ferdinand VII. (14. října 1784 – 29. září 1833), král španělský v březnu až květnu roku 1808, a poté od roku 1813 až do své smrti
⚭ 1833 Agustín Fernando Muñoz (4. května 1808 – 11. září 1873), 1. vévoda z Riánsares a 1. markýz ze San Agustín, morganatické manželství
- Ferdinand II. (12. ledna 1810 – 22. května 1859), král Obojí Sicílie od roku 1830 až do své smrti,
⚭ 1832 Marie Kristýna Savojská (14. listopadu 1812 – 21. ledna 1836)
⚭ 1837 Marie Terezie Izabela Rakouská (31. července 1816 – 8. srpna 1867)
- Karel Ferdinand (10. listopadu 1811 – 22. dubna 1862), kníže z Capuy, ⚭ 1836 Penelope Smyth (1815-1882), morganatické manželství
- Leopold Benjamin (22. května 1813 – 4. prosince 1860), hrabě ze Syrakus, ⚭ 1837 Maria Vittoria Savojská (29. září 1814 – 2. ledna 1874)
- Marie Antonie (19. prosince 1814 – 7. listopadu 1898), ⚭ 1833 Leopold II. Toskánský (3. října 1797 – 29. ledna 1870), velkovévoda toskánský
- Antonín Pasquale (23. září 1816 – 12. ledna 1843), svobodný a bezdětný
- Marie Amálie (25. února 1818 – 6. listopadu 1857), ⚭ 1832 Sebastian Gabriel Bourbonsko-Braganzský (4. listopadu 1811 – 14. února 1875), portugalský a španělský infant
- Marie Karolina (29. listopadu 1820 – 14. ledna 1861), ⚭ 1850 Karel z Montemolinu (31. ledna 1818 – 13. ledna 1861)
- Tereza Marie (14. března 1822 – 28. prosince 1889), ⚭ 1843 Petr II. (2. prosince 1825 – 5. prosince 1891), brazilský císař od roku 1831 až do své smrti
- Ludvík Karel (19. července 1824 – 5. března 1897), hrabě z Aquily, ⚭ 1844 Januárie Marie Brazilská (11. března 1822 – 13. března 1901)
- František Pavel (13. srpna 1827 – 24. září 1892), hrabě z Trapani, ⚭ 1850 Marie Izabela Toskánská (21. května 1834 – 16. července 1901)

## Původ
|                                 |                                             |  |                    |                                          |  |  |  |  |  |  |  | Ludvík Francouzský |
|                                 |                                             |  |                    |                                          |  |  |  |  |  |  |  |                    |
|                                 | Filip V. Španělský                          |  |                    |                                          |  |  |  |  |  |  |  |                    |
|                                 |                                             |  |                    |                                          |  |  |  |  |  |  |  |                    |
|                                 |                                             |  |                    | Marie Anna Bavorská                      |  |  |  |  |  |  |  |                    |
|                                 |                                             |  |                    |                                          |  |  |  |  |  |  |  |                    |
|                                 | Karel III. Španělský                        |  |                    |                                          |  |  |  |  |  |  |  |                    |
|                                 |                                             |  |                    |                                          |  |  |  |  |  |  |  |                    |
|                                 |                                             |  |                    | Eduard Parmský                           |  |  |  |  |  |  |  |                    |
|                                 |                                             |  |                    |                                          |  |  |  |  |  |  |  |                    |
|                                 | Alžběta Parmská                             |  |                    |                                          |  |  |  |  |  |  |  |                    |
|                                 |                                             |  |                    |                                          |  |  |  |  |  |  |  |                    |
|                                 |                                             |  |                    | Dorotea Žofie Falcko-Neuburská           |  |  |  |  |  |  |  |                    |
|                                 |                                             |  |                    |                                          |  |  |  |  |  |  |  |                    |
|                                 | Ferdinand I. Neapolsko-Sicilský             |  |                    |                                          |  |  |  |  |  |  |  |                    |
|                                 |                                             |  |                    |                                          |  |  |  |  |  |  |  |                    |
|                                 |                                             |  |                    | August II. Silný                         |  |  |  |  |  |  |  |                    |
|                                 |                                             |  |                    |                                          |  |  |  |  |  |  |  |                    |
|                                 | August III. Polský                          |  |                    |                                          |  |  |  |  |  |  |  |                    |
|                                 |                                             |  |                    |                                          |  |  |  |  |  |  |  |                    |
|                                 |                                             |  |                    | Kristýna Eberhardýna Hohenzollernová     |  |  |  |  |  |  |  |                    |
|                                 |                                             |  |                    |                                          |  |  |  |  |  |  |  |                    |
|                                 | Marie Amálie Saská                          |  |                    |                                          |  |  |  |  |  |  |  |                    |
|                                 |                                             |  |                    |                                          |  |  |  |  |  |  |  |                    |
|                                 |                                             |  |                    | Josef I. Habsburský                      |  |  |  |  |  |  |  |                    |
|                                 |                                             |  |                    |                                          |  |  |  |  |  |  |  |                    |
|                                 | Marie Josefa Habsburská                     |  |                    |                                          |  |  |  |  |  |  |  |                    |
|                                 |                                             |  |                    |                                          |  |  |  |  |  |  |  |                    |
|                                 |                                             |  |                    | Amálie Vilemína Brunšvicko-Lüneburská    |  |  |  |  |  |  |  |                    |
|                                 |                                             |  |                    |                                          |  |  |  |  |  |  |  |                    |
| František I. Neapolsko-Sicilský |                                             |  |                    |                                          |  |  |  |  |  |  |  |                    |
|                                 |                                             |  |                    |                                          |  |  |  |  |  |  |  |                    |
|                                 |                                             |  | Karel V. Lotrinský |                                          |  |  |  |  |  |  |  |                    |
|                                 |                                             |  |                    |                                          |  |  |  |  |  |  |  |                    |
|                                 | Leopold Josef Lotrinský                     |  |                    |                                          |  |  |  |  |  |  |  |                    |
|                                 |                                             |  |                    |                                          |  |  |  |  |  |  |  |                    |
|                                 |                                             |  |                    | Eleonora Marie Josefa Habsburská         |  |  |  |  |  |  |  |                    |
|                                 |                                             |  |                    |                                          |  |  |  |  |  |  |  |                    |
|                                 | František I. Štěpán Lotrinský               |  |                    |                                          |  |  |  |  |  |  |  |                    |
|                                 |                                             |  |                    |                                          |  |  |  |  |  |  |  |                    |
|                                 |                                             |  |                    | Filip I. Orléanský                       |  |  |  |  |  |  |  |                    |
|                                 |                                             |  |                    |                                          |  |  |  |  |  |  |  |                    |
|                                 | Alžběta Charlotta Orléanská                 |  |                    |                                          |  |  |  |  |  |  |  |                    |
|                                 |                                             |  |                    |                                          |  |  |  |  |  |  |  |                    |
|                                 |                                             |  |                    | Alžběta Šarlota Falcká                   |  |  |  |  |  |  |  |                    |
|                                 |                                             |  |                    |                                          |  |  |  |  |  |  |  |                    |
|                                 | Marie Karolína Habsbursko-Lotrinská         |  |                    |                                          |  |  |  |  |  |  |  |                    |
|                                 |                                             |  |                    |                                          |  |  |  |  |  |  |  |                    |
|                                 |                                             |  |                    | Leopold I.                               |  |  |  |  |  |  |  |                    |
|                                 |                                             |  |                    |                                          |  |  |  |  |  |  |  |                    |
|                                 | Karel VI.                                   |  |                    |                                          |  |  |  |  |  |  |  |                    |
|                                 |                                             |  |                    |                                          |  |  |  |  |  |  |  |                    |
|                                 |                                             |  |                    | Eleonora Magdalena Falcko-Neuburská      |  |  |  |  |  |  |  |                    |
|                                 |                                             |  |                    |                                          |  |  |  |  |  |  |  |                    |
|                                 | Marie Terezie                               |  |                    |                                          |  |  |  |  |  |  |  |                    |
|                                 |                                             |  |                    |                                          |  |  |  |  |  |  |  |                    |
|                                 |                                             |  |                    | Ludvík Rudolf Brunšvicko-Wolfenbüttelský |  |  |  |  |  |  |  |                    |
|                                 |                                             |  |                    |                                          |  |  |  |  |  |  |  |                    |
|                                 | Alžběta Kristýna Brunšvicko-Wolfenbüttelská |  |                    |                                          |  |  |  |  |  |  |  |                    |
|                                 |                                             |  |                    |                                          |  |  |  |  |  |  |  |                    |
|                                 |                                             |  |                    | Kristýna Luisa Öttingenská               |  |  |  |  |  |  |  |                    |
|                                 |                                             |  |                    |                                          |  |  |  |  |  |  |  |                    |